# Jeremías Lucco
Jeremías Nicolás Lucco Píccoli (Colonia Tirolesa, 10 dicembre 2005) è un calciatore argentino, centrocampista del Belgrano.

## Carriera
Lucco è cresciuto nel settore giovanile del Belgrano con cui ha firmato il primo contratto professionistico il 25 luglio 2023. Ha debuttato in prima squadra il 28 novembre seguente nell'incontro di Copa de la Liga Profesional perso 4-1 contro il Racing Club ed ha segnato il suo primo gol il 29 marzo dell'anno successivo nella trasferta vinta 4-1 contro il Tigre.

## Statistiche

### Presenze e reti nei club
Statistiche aggiornate al 6 novembre 2024.
| Stagione        | Squadra         | Campionato      | Campionato | Campionato | Coppe nazionali | Coppe nazionali | Coppe nazionali | Coppe continentali | Coppe continentali | Coppe continentali | Altre coppe | Altre coppe | Altre coppe | Totale | Totale | Totale |
| Stagione        | Squadra         | Comp            | Pres       | Reti       | Comp            | Pres            | Reti            | Comp               | Pres               | Reti               | Comp        | Pres        | Reti        | Pres   | Reti   |        |
| --------------- | --------------- | --------------- | ---------- | ---------- | --------------- | --------------- | --------------- | ------------------ | ------------------ | ------------------ | ----------- | ----------- | ----------- | ------ | ------ | ------ |
| 2023            | Belgrano        | PD              | 0          | 0          | CA+CdL          | 0+1             | 0               |                    | -                  | -                  |             | -           | -           | 1      | 0      |        |
| 2024            | Belgrano        | PD              | 4          | 0          | CA+CdL          | 0+6             | 0+1             | CS                 | 1                  | 0                  |             | -           | -           | 11     | 1      |        |
| Totale carriera | Totale carriera | Totale carriera | 4          | 0          |                 | 7               | 1               |                    | 1                  | 0                  |             | -           | -           | 12     | 1      |        |